# Navajodactylus
Navajodactylus (nombre que significa "dedo de los Navajo") es un género extinto de pterosaurio del Cretácico Superior (fines de la etapa del Campaniense) descubierto en los depósitos fósiles de la Cuenca de San Juan, Nuevo México (Estados Unidos) y en Alberta, Canadá. Es conocido del holotipo SMP VP-1445, del Miembro Hunter Wash de la formación Kirtland, de la Cuenca San Juan y de los materiales referidos TMP 72.1.1 y TMP 82.19.295, de la formación Dinosaur Park del Parque Provincial Dinosaurio, en Alberta. 
El ejemplar holotipo fue descubierto y recolectado por Arjan C. Boere en 2002. Navajodactylus fue nombrado originalmente por Robert M. Sullivan y Denver W. Fowler en el año de 2011 y la especie tipo es Navajodactylus boerei. El nombre científico del género honra a la nación Navajo añadido al término griego dactylos, "dedo" que es usual entre los pterosaurios, mientras que el nombre de la especie es un homenaje a Arjan C. Boere. El holotipo consiste de tres piezas de la primera falange del dedo del ala. El paratipo SMP VP-1853 es un fragmento de ulna. Los otros dos especímenes referidos TMP 72.1.1 y TMP 82.19.295, consisten de falanges.
Navajodactylus era un pterosaurio de tamaño medio, con una envergadura estimada de 3.5 metros. Sus autapomorfias mayormente consisten en un proceso en la primera falange del ala para el tendón extensor.
Navajodactylus fue asignado de forma tentativa a la familia Azhdarchidae, debido a su era geológica aunque este no muestra ninguna de las sinapomorfias del grupo. De hecho, podría no ser en absoluto un azdárquido, ya que carece de la neumatización de los elementos de los miembros delanteros, una situación contraria a la vista en los azdárquidos.